# En garde ! (film)
Pour les articles homonymes, voir En garde !.
En garde ! est un court-métrage réalisé par Serge Canaud en 1984.

## Synopsis
Sur une île, un fils d'une trentaine d'années vit avec ses parents et une bonne. Une maison à l'apparence bourgeoise mais teintée d'activités louches non explicitées.

## Fiche technique
- Titre : En garde !
- Réalisation : Serge Canaud
- Scénario : Serge Canaud et Michel Allier
- Photographie : Maurice Giraud
- Musique : Jean-Michel Kajdan
- Durée : 16 minutes

## Distribution
- Éléonore Hirt
- Jean Bouise
- Daniel Jégou
- Nicole Gros